# Ladas, Messenia
Lada este un oraș în Grecia în prefectura Messinia.